# لازاروس فورياديس
لازاروس فورياديس (باليونانية: Λάζαρος Βορεάδης)‏ حكم رياضي في رياضة كرة السلة من مواليد اليونان 18 يوليو 1960، قام بترديد القسم الأولمبي نيابة عن الحكام الذين أشرفوا على مسابقات الألعاب الأولمبية الصيفية الثامنة والعشرون في مدينة أثينا .

## روابط خارجية
- لازاروس فورياديس على موقع أوليمبيديا (الإنجليزية)